# NGC 7181
NGC 7181 est une galaxie lenticulaire située dans la constellation du Verseau. Sa vitesse par rapport au fond diffus cosmologique est de 7 535 ± 39 km/s, ce qui correspond à une distance de Hubble de 111,1 ± 7,8 Mpc (∼362 millions d'al). NGC 7181 a été découverte par l'astronome allemand Albert Marth en 1864.
À ce jour, une mesure non basée sur le décalage vers le rouge (redshift) donne une distance d'environ 98,100 Mpc (∼320 millions d'al). Cette valeur est à l'extérieur des valeurs de la distance de Hubble. Notons que c'est avec la valeur moyenne des mesures indépendantes, lorsqu'elles existent, que la base de données NASA/IPAC calcule le diamètre d'une galaxie et qu'en conséquence le diamètre de NGC 7181 pourrait être d'environ 46,4 kpc (∼151 000 al) si on utilisait la distance de Hubble pour le calculer.